# Vitvingad vidafink
Vitvingad vidafink (Euplectes albonotatus) är en afrikansk fågel i familjen vävare inom ordningen tättingar.

## Utseende
Hane vitvingad vidafink i häckningsdräkt är uppseendeväckande, svart med ljusblå näbb, färgglada fläckar på skuldrorna (kastanjebruna i nordöstra Afrika och gula annorstädes samt diagnostiska vita vingpaneler som är tydligast i flykten. Utanför häckningstid är hanen beigefärgad och streckad, men bibehåller skulderfläckarna och vingpanelen. Honan saknar hanens vingteckning och har ljus ostreckad buk.

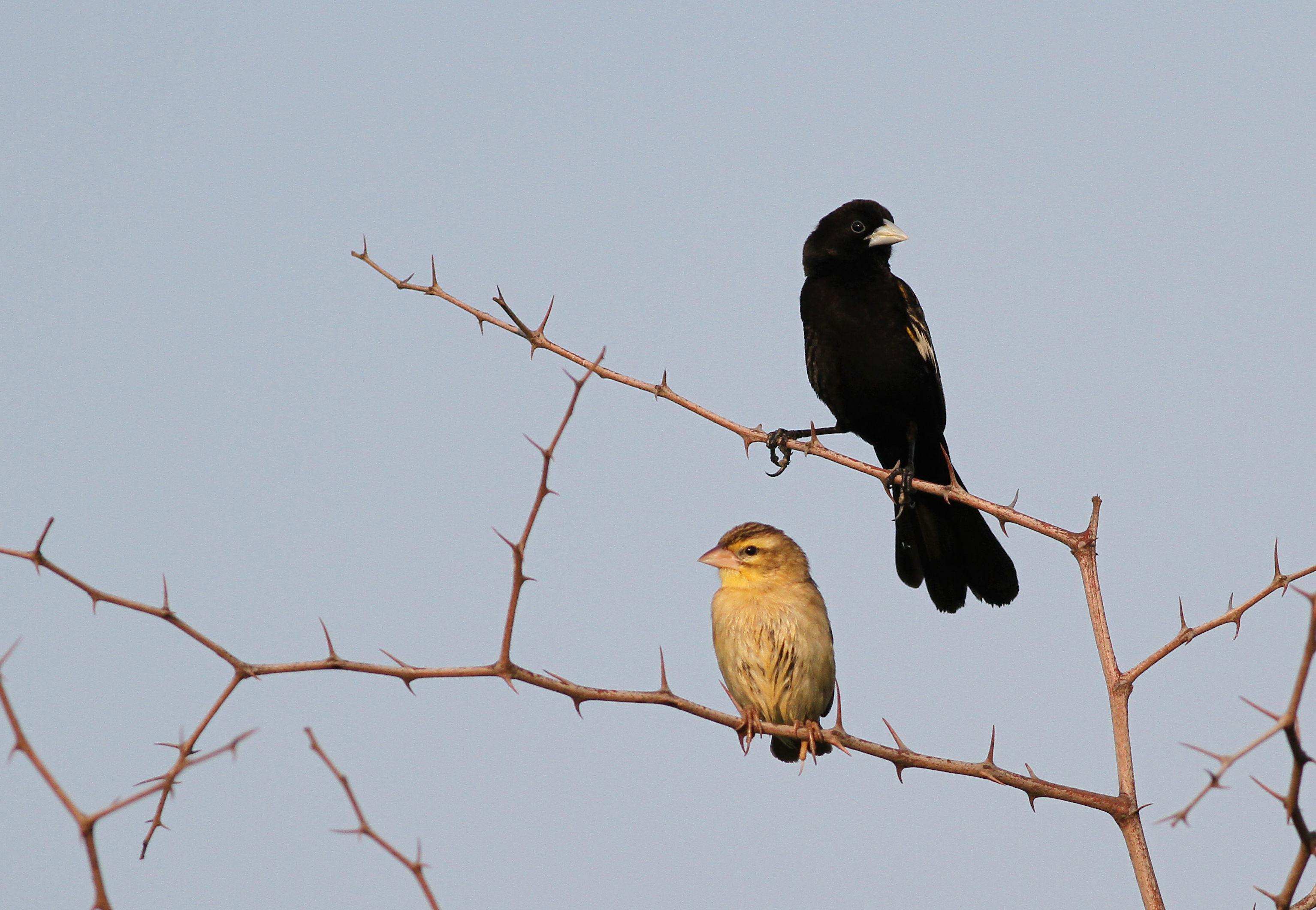
Hane och hona tillsammans.

## Utbredning och systematik
Vitvingad vidafink delas in i tre underarter med följande utbredning:
- Euplectes albonotatus eques – Centralafrikanska republiken, sydvästra Sudan, sydöstra Sydsudan, Etiopien, nordöstra Demokratiska republiken Kongo, Uganda, Rwanda, Burundi, Kenya och Tanzania
- Euplectes albonotatus asymmetrurus – västra Gabon till västra Angola samt på ön São Tomé i Guineabukten
- Euplectes albonotatus albonotatus – södra Tanzania till nordöstra Botswana och Sydafrika

Fågeln har även observerats i Danmark och Storbritannien, men det anses osannolikt att den nått dit på naturlig väg. Den behandlas som monotypisk

## Levnadssätt
Vitvingad vidafink hittas i öppen savann, buskiga gräsmarker, sumpmarker och jordbruksområden. Den ses i par och flockar. Arten är stannfågel, dock med vissa lokala rörelser. Under spelet slår hanen långsamt med vingarna likt en fjäril.

## Status och hot
Arten har ett stort utbredningsområde och en stor population med stabil utveckling och tros inte vara utsatt för något substantiellt hot. Utifrån dessa kriterier kategoriserar internationella naturvårdsunionen IUCN arten som livskraftig (LC). Världspopulationen har inte uppskattats men den beskrivs som vanlig i östra och sydöstra Afrika.